# David Baulcombe
David Charles Baulcombe (né en 1952) est un spécialiste britannique des plantes et généticien. Depuis 2017, il est professeur de recherche de la Royal Society et professeur Regius de botanique au département des sciences végétales de l'Université de Cambridge.

## Éducation
David Baulcombe est né à Solihull, West Midlands (alors Warwickshire). Il obtient son baccalauréat ès sciences en botanique de l'Université de Leeds en 1973 à l'âge de 21 ans. Il poursuit ses études à l'Université d'Édimbourg, où il obtient son doctorat en 1977 pour des recherches sur l'ARN messager dans les plantes vasculaires sous la direction de John Ingle.

## Carrière et recherche
Après son doctorat, Baulcombe passe ensuite les trois années suivantes en tant que boursier postdoctoral en Amérique du Nord, d'abord à l'Université McGill (Montréal, Québec, Canada) de janvier 1977 à novembre 1978, puis à l'Université de Géorgie (Athens, Géorgie, États-Unis) jusqu'en décembre 1980. Baulcombe retourne ensuite au Royaume-Uni, où il rejoint le Plant Breeding Institute (PBI) à Cambridge et commence sa carrière en tant que scientifique indépendant. Au PBI, Baulcombe occupe d'abord le poste d'officier scientifique supérieur et est promu officier scientifique principal en avril 1986. En août 1988, Baulcombe quitte Cambridge pour Norwich. Il rejoint le laboratoire Sainsbury en tant que chercheur scientifique principal et est également chef de laboratoire entre 1990 et 1993 et 1999–2003. En 1998, il est nommé professeur honoraire à l'Université d'East Anglia et y reçoit un poste de professeur titulaire en 2002. En mars 2007, il devient professeur de botanique à l'Université de Cambridge en tant que professeur de recherche de la Royal Society, prenant son poste en septembre 2007. Il siège à plusieurs comités et sections d'étude, est élu membre de l'Organisation européenne de biologie moléculaire en 1997 et est président de la Société internationale de biologie moléculaire végétale 2003–2004. depuis 2007, il est également conseiller principal pour The EMBO Journal. Il est également membre du jury des sciences de la vie pour le prix Infosys en 2015.
Les intérêts de recherche de Baulcombe et ses contributions à la science se situent principalement dans les domaines du mouvement des virus, de la régulation génétique, de la résistance aux maladies et du silençage génique,,,,,,,,,,.
Avec Andrew Hamilton, il découvre le petit ARN interférent qui est le déterminant de la spécificité dans le silençage génique médié par l'ARN. Le groupe de Baulcombe démontre que si les virus peuvent induire le silençage génique, certains virus codent pour des protéines qui le suppriment. Après ces premières observations chez les plantes, de nombreux laboratoires à travers le monde recherchent la survenue de ce phénomène dans d'autres organismes. En 1998, Craig Mello et Andrew Fire rapportent un puissant effet de silençage génique après avoir injecté de l'ARN double brin à Caenorhabditis elegans. Cette découverte est particulièrement remarquable car elle représente la première identification de l'agent causal du phénomène. Fire et Mello reçoivent le prix Nobel de physiologie ou médecine en 2006 pour leurs travaux.
Avec d'autres membres de son groupe de recherche au Sainsbury Laboratory, Baulcombe aide également à démêler l'importance des petits ARN interférents dans l'épigénétique et dans la défense contre les virus.
En juin 2009, Baulcombe est fait chevalier par Élisabeth II.
En 2001, il est élu membre de la Royal Society (FRS), en 2002 il est membre de l'Academia Europaea et en 2005, il est élu membre associé étranger de l'Académie nationale des sciences. En 2006, il reçoit la Médaille royale, en 2009 reçoit le prix Harvey, décerné par le Technion Israeli Institute for Technology et est lauréat 2010 du prix Wolf en agriculture. En 2015, il est élu membre honoraire de la Royal Society of Edinburgh.